# Моральная дилемма
Мора́льная диле́мма — ситуация выбора, в которой кто-либо поставлен перед необходимостью нравственного выбора между двумя возможностями, при которой выбор любой из них связан с нарушением тех или иных моральных предписаний. Чаще всего субъект, в процессе выбора, терпит либо духовные, либо материальные (имущественные, денежные, статусные) потери, в зависимости от принятого решения.
В западной литературе при обсуждении соответствующей проблематики широко используется гипотетическая проблема вагонетки.

## История проблематики
Большое внимание моральным дилеммам уделяется в написанном в XII веке Декрете Грациана. Грациан считал, что, столкнувшись с такой дилеммой, человек должен идти по пути выбора меньшего из зол, тем самым начав длившуюся не один век дискуссию о невозможности не совершать моральные преступления.

## Способы разрешения
Известны следующие пути разрешения моральной дилеммы:
- Деконструкция дилеммы — определение ситуации как морально ложной.
- Ослабление морального принципа.
- Учёт взятых на себя обязательств (предварительного приоритета).
- Создание работающей шкалы оценок (см. Меньшее зло).
- Создание кодексов, работающих на исключение дилемм.
- Совершенствование мира.